# Laodicea Combusta
Laodicea Combusta o Laodicea Catacecaumene (Laodikeia Katakekaumenê in greco Λαοδίκεια Κατακεκαυμένη) nella Phrygia Parorea o nella Licaonia; o Laodicea bruciata (Laodicea Combusta in latino, in greco Λαοδίκεια η Κατακεκαυμένη, Laodicea bruciata), traslitterata anche Laodikeia, e successivamente Claudiolaodicea, era una città Ellenistica nell'Anatolia centrale nella regione di Pisidia.
Si trova poco più a nord di Konya, immediatamente prima della frontiera con la Frigia.
È l'attuale città turca di Ladik; il termine Combusta veniva usato per distinguerla dalla Laodicea che si trovava in Frigia.
Laodicea era una delle cinque città fondate da Seleuco I Nicatore, e dopo chiamata col nome di sua madre Laodice. Il suo secondo nome (latino Combusta) è derivato secondo Strabone dalla natura vulcanica dei dintorni, ma Hamilton afferma che non c'è una particella di roccia vulcanica o ignea nelle vicinanze; e che se tale fosse il caso, la città avrebbe dovuto essere chiamata, in greco antico, Laodikeia tês katakekaumenês.
La soluzione più probabile è, senza dubbio, che la città fu distrutta da un incendio in una sola volta, e che quella poi sopra ricostruita ha ricevuto il nome che la distingue.
Era situata a nordest di Iconium (ora Konya), sulla strada alta che costeggia la costa occidentale verso Melitene sull'Eufrate.
Alcuni autori antichi la descrivono come situata in Licaonia e altri come la città di Pisidia, e Claudio Tolomeo l'alloca in Galatia; ma questa discrepanza è facilmente spiegabile ricordando che i territori appena menzionati erano spesso estesi o ridotti di dimensioni, così che un tempo la città appartenne alla Licaonia, mentre per l'altro faceva parte di Pisidia.
La sua fondazione non è menzionata da nessuno scrittore antico.
A Laodiceia e a Ladik sono stati trovati numerosi frammenti dell'antica architettura e scultura.
I visitatori del XIX secolo descrivono di aver visto marmi incisi, altari, colonne, capitelli, fregi, cornici, dispersi in tutte le strade e tra le case, anche sottoterra.
Da questo sembrerebbe che Laodicea una volta doveva essere una città molto sviluppata.
Fu restaurata dall'Imperatore Claudio e ricevette il nome di Claudiolaodicea.
Ci sono poche monete imperiali di Laodicea, appartenenti ai regni di Tito e Domiziano.